# Jan Tichý
Jan Tichý, též Jan Tichy ( * 1974 Praha) je umělec a profesor narozený v Československu a žijící v Chicagu, Illinois v USA.

## Život a dílo
Narodil se v roce 1974 v Praze. Do Izraele emigroval v roce 1995. Po roce 2000 se zaměřil na tvorbu, ve které se zabývají městským prostorem. Cyklus Beton pořízený v roce 2004, je série fotografií z opuštěných veřejných prostor. Toto téma opakuje v několika dalších videoinstalacích, které pořídil poblíž státních zařízení, jako je například atomový reaktor v Dimoně (2007). V těchto pracích vytváří papírové modely budov, využívá videa jako prostředku k demontáži a opětovné montáži vizuálního obrazu.

## Studium
- 1995–1999 Politické vědy a obecné studie, Hebrejská univerzita v Jeruzalémě
- 1999–2002 Katedra fotografie, Jerusalem School of Photography & New Media
- 2005–2007 Bezalel Academy of Art and Design, Tel Aviv, Advanced Studies in Fine Art
- 2007–2009 M.Sc., Katedra sochařství, Art Institute of Chicago, Chicago, USA

## Ocenění
- 2007 Young Artist Award, Ministerstvo vědy, kultury a sportu
- 2010 Gottesdienerova cena pro mladé izraelské malíře, Tel Aviv Museum of Art, Tel Aviv-Jaffa

## Samostatné výstavy
- 2004 Beton, Morel Derfler Gallery, Jeruzalém
- 2007 1391, Muzeum současného umění, Herclija
- 2008 12 * 12, Museum of Contemporary Art, Chicago, USA
- 2009 Richard Gray Gallery, Chicago, USA
- 2009 Bat Yam Museum of Art, Bat Jam
- 2010 01:37:24:05, Centrum současného umění, Tel Aviv-Jaffa
- 2010 Installation No. 10, Spertus Museum, Chicago
- 2011 Installation No.13, Nathan Gottesdiener Prize, Tel Aviv Museum of Art
- 2012 1979:1-2012:21 Muzeum současné fotografie, Chicago, USA
- 2012 Projekt Cabrini Green, 2. Gordon Gallery, Tel Aviv-Jaffa
- 2012 MATRIX 164, Atnium Wadsworth Museum of Art (Wadsworth Atheneum Museum of Art), Hartford, Connecticut, Spojené státy americké
- 2013 Jan Tichý, Helena Den Art Center (Helen Day Art Center), Stowe (Stowe), Wyoming, USA
- 2013 Overlap, Hezi Cohen Gallery, Tel Aviv